# 2ersitz
2ersitz ist eine deutsche Pop-Band aus Leipzig, die 2013 gegründet wurde. Die Gruppe singt auf Deutsch und steht bei dem Independent-Label Urban Tree Music unter Vertrag.

## Geschichte
Die Band geht auf ein Liedermacher-Duo von Johannes Reinecke und Lauritz Gronowski zurück, das im Jahr 2005 in Bad Harzburg entstand. Nach einem Umzug nach Leipzig wurde die Besetzung im Jahr 2013 vervollständigt und besteht aktuell aus Johannes Reinecke, Bennet Dobrick, Pascoal Uamba, Anselm Vollprecht, Till Kratschmer und Micha Voßmeier.
2014 veröffentlichte 2ersitz das Album Zwischen Mütze & Schuh.
Im Jahr 2018 begann 2ersitz mit der EP Kein Geld aber Liebe eine Zusammenarbeit mit dem Berliner Independent-Label Urban Tree Music und der Booking-Agentur Rootdown Artists. Mit der britischen Sängerin Joss Stone entstand im Rahmen ihrer Total-World-Tour ein gemeinsames Video zum Lied In guter Gesellschaft.
2019 folgte die zweite EP Bei aller Liebe. Im selben Jahr erhielt 2ersitz den Panikpreis der Udo-Lindenberg-Stiftung, der für originelle deutsche Songtexte vergeben wird.
Anfang 2021 kündigte die Band ein Album mit dem Titel Seifenblase an.
Die Band kooperierte mit verschiedenen zivilgesellschaftlichen Initiativen, darunter der Leipziger Straßenzeitung Kippe, Viva con Agua, Fridays for Future, Sea-Eye und der Ostritzer Friedensfest-Initiative.

## Diskografie
- 2014: Zwischen Mütze & Schuh (Album)
- 2017: Live EP (EP)
- 2018: Kein Geld aber Liebe (EP, Urban Tree Music)
- 2019: Bei aller Liebe (EP, Urban Tree Music)
- 2020: Lorelei (Single, Urban Tree Music)
- 2021: Seifenblase (Album, Urban Tree Music)